# Ginástica nos Jogos Asiáticos de 1998
A ginástica nos Jogos Asiáticos de 1998 teve sua edição realizada na cidade de Bangkok, na Tailândia, com as disputas da ginástica artística masculina e feminina e da modalidade rítmica. A capital tailandesa tornou-se a primeira a sediar este evento pela segunda vez.

## Eventos
Ginástica artística
- Individual geral masculino
- Equipes masculino
- Solo masculino
- Barra fixa
- Barras paralelas
- Cavalo com alças
- Argolas
- Salto sobre a mesa masculino
- Individual geral feminino
- Equipes feminino
- Trave
- Solo feminino
- Barras assimétricas
- Salto sobre a mesa feminino

Ginástica rítmica
- Equipes
- Individual geral

## Medalhistas
Ginástica artística
| Evento              | Ouro                          | Prata                                                                      | Bronze                                  |
| Masculino           |                               |                                                                            |                                         |
| Equipes             | CHN                           | KOR                                                                        | JPN                                     |
| Individual geral    | CHN Huang Xu                  | CHN Yang Wei                                                               | JPN Naoya Tsukahara                     |
| Solo                | CHN Yang Wei                  | KOR Kim Don-Hwa                                                            | CHN Li Xiaopeng                         |
| Cavalo com alças    | KOR Pae Gil-Su CHN Xing Aowei | nenhum                                                                     | THA Chian Chieng-Tune CHN Huang Xu      |
| Argolas             | THA Unchai Amornthep          | CHN Huang Xu                                                               | THA Chen Kuanghui JPN Yoshihiro Saito   |
| Salto sobre a mesa  | KOR Yeo Hong-Chul             | CHN Li Xiaopeng                                                            | JPN Naoya Tsukahara                     |
| Barras paralelas    | CHN Li Xiaopeng               | KAZ Aleksey Dmitriyenko PRK Jong U-Chol KOR Kim Cang-Gyu CHN Zhang Jinjing | nenhum                                  |
| Barra fixa          | CHN Zhang Jinjing             | JPN Yoshihiro Saito                                                        | CHN Xing Aowei                          |
| Feminino            |                               |                                                                            |                                         |
| Equipes             | CHN                           | JPN                                                                        | KAZ                                     |
| Individual geral    | CHN Liu Xuan                  | KAZ Irina Yevdokimova                                                      | JPN Risa Sugawara                       |
| Salto sobre a mesa  | CHN Kui Yuanyuan              | UZB Svetlana Bakhridinova                                                  | CHN Xu Jing                             |
| Barras assimétricas | CHN Bi Wenjing                | KOR Kang Sun-Yong                                                          | JPN Yuki Ohata                          |
| Trave               | CHN Xuan Liu                  | CHN Meng Fei                                                               | KAZ Olga Kozevnikova                    |
| Solo                | CHN Xu Jing                   | CHN Kui Yuanyuan                                                           | JPN Risa Sugawara KAZ Irina Yevdokimova |

Ginástica rítmica
| Evento           | Ouro              | Prata             | Bronze           |
| Equipes          | CHN               | JPN               | KOR              |
| Individual geral | CHN Zhou Xiaojing | PRK Yun Myong-Ran | CHN Wang Weixiao |

## Quadro de medalhas
| Ordem | País            | Medalha de ouro | Medalha de prata | Medalha de bronze |    |
| ----- | --------------- | --------------- | ---------------- | ----------------- | -- |
| 1     | China           | 13              | 7                | 5                 | 25 |
| 2     | Coreia do Sul   | 2               | 4                | 1                 | 7  |
| 3     | Tailândia       | 1               |                  | 2                 | 3  |
| 4     | Japão           |                 | 3                | 7                 | 10 |
| 5     | Cazaquistão     |                 | 2                | 3                 | 5  |
| 6     | Coreia do Norte |                 | 2                |                   | 2  |
| 7     | Uzbequistão     |                 | 1                |                   | 1  |
| TOTAL | TOTAL           | 16              | 19               | 18                | 53 |